# Libro rojo de especies amenazadas de Rusia

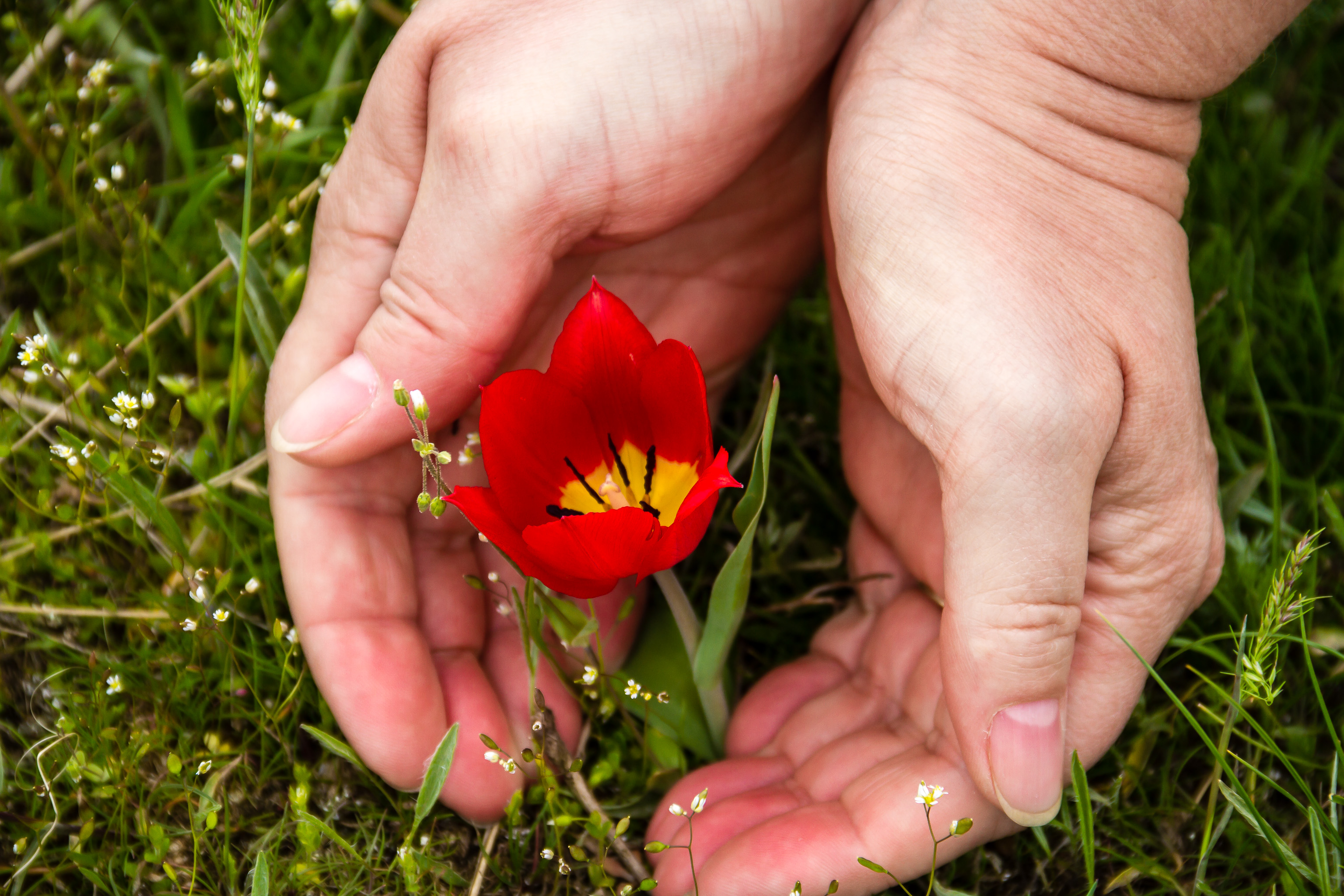
Tulipán de las estepas de Kalmukia en la Reserva Estatal de la Biosfera Natural "Tierra Negra"

El libro rojo de Rusia (en ruso:Красная книга России) es una lista oficial de especies amenazadas o en peligro de extinción entre las especies de animales, plantas y hongos de Rusia. El mismo sistema fue adoptado por los países de la CEI.

## Libro rojo de la Federación de Rusia
Cuando la Federación de Rusia nació en 1991, con la participación de reformas en todos los gobiernos estatales, se planteó la cuestión de identificar y publicar de acuerdo a las nuevas bases de especies en peligro de extinción. Desde el antiguo libro rojo de la República Socialista Federativa Soviética de Rusia (publicado entre 1961 y 1964), el Ministerio de ecología comenzó la construcción de un importante trabajo de identificación y clasificación, a pesar de los cambios de personal que se produjeron entre 1992 y 1995.
Se nombró una comisión en 1992 para catalogar las especies raras o en peligro de extinción. Se establecieron seis categorías:
- Categoría 0 probablemente extinta: especies que faltan en Rusia clasificadas por taxones y poblaciones que antes estaban presentes en el país. Los invertebrados se tienen en cuenta desde cien años y los vertebrados desde cincuenta años.
- Categoría 1 en riesgo: el riesgo de extinción de especies en Rusia, los taxones o poblaciones son tan pequeñas que su supervivencia en el país es crítica.
- Categoría 2 en disminución crítica: las especies en peligro de extinción en Rusia. Puede, dado su escaso número, entrar en la categoría 1.
- Categoría 3 raras: las especies raras en Rusia de acuerdo con su número y el hábitat reducido.
- Categoría 4 estatus incierto: las especies que pueden caer en las categorías anteriores, pero que no han alcanzado un umbral crítico.
- Categoría 5 rehabilitadas o en rehabilitación: las especies, que en función de las medidas adoptadas, están nuevamente en aumento en su número o en el hábitat y no requieren más de una actuación de medidas urgentes.

La Ley Federal de 22 de marzo de 1995, de la Asamblea Federal de la Federación Rusa, regula la publicación del nuevo libro rojo, y esto da lugar a un decreto del Gobierno ruso de 19 de febrero de 1996 (el número 158), en el que solemnemente declara que el libro rojo es el único documento oficial de catalogación y localización de especies en peligro de extinción y de las medidas a adoptar.
La primera edición completa fue lanzada en 2001, con 860 páginas de texto con ilustraciones en color y mapas. Ocho especies de anfibios, 21 especies de reptiles, 128 especies de aves y 74 especies de mamíferos se toman especialmente en cuenta.

## Libros rojos regionales
Es a partir de la década de 1980 cuando todas las repúblicas, las krais, distritos, oblasts, regiones autónomas, etc. de la URSS han publicado su propio libro rojo. Las regiones del Cáucaso, el Altái, el Extremo Oriente ruso y algunas partes de Asia Central publican catálogos que tienen un significado especial en relación con el gran número de especies endémicas que allí se encuentran. Son publicados entre 1990 y 2000.
El libro rojo del Krai de Altái, publicado en 1994, en el República de Altái en 1996 y 2007, el del Óblast de Arcángel en 1995 y en 2008, uno de los Bashkortostán en 1984, 1987 y 2002, uno de los óblast de Belgorod en 2004, el de Buriatia en 1988, el Karelia en 1985, 1995 y 2008, uno de las Karelia en 1985, el de la república de Daguestán en 1999, la de Yakutia en el año 2000 uno de los óblast de Irkutsk en 2001, el del óblast autónomo judío en 1997 y 2006, el del óblast de Kaliningrad en 2010, el de Kabardino-Balkaria en 2000, el del óblast de Kaluga en 2006, el del Krai de Kamchatka en 2007, el de Karachay-Cherkessia en 1988, el Krai de Jabárovsk en 1997 y 1999 uno de los Jakasia en 2002, el de Janty-Mansi en 2003, la del óblast de Kemerovo en 2004, la del óblast de Kostroma en 2010, uno de los República Komi en 1996 y 2009, uno de los óblast de Kurgan en 2002, uno de los óblast de Kursk en 2001, el del Krai de Krasnodar en 1994 y 2007, el del Krai de Krasnoyarsk en 1995, la del óblast de Leningrado en 2004, la del óblast de Lipetsk en 1997, la de la República de Mari-El en 1997, la de la República de Mordovia en 2003, el de Moscú en 2001, la del óblast de Moscú en 1998 y 2008 uno de los óblast de Murmansk en 2003, el de Nenets en 2006, uno de los óblast de Nizhny Novgorod en 2005, uno de los óblast de Novosibirsk en 2008, uno de los óblast de Omsk en 1982 y 2005, uno de los Óblast de Oremburgo en 1998, uno de los óblast de Oriol en 2007, el de Osetia del Norte en 1981, el de Udmurtia en 2001, uno de los óblast de Ulyanovsk en 2005, uno de los óblast de Penza en 2002, el del krai de Perm en 2008, el de Primorie en 2001, uno de los Rostov en 2003, uno de los óblast de Ryazan en 2001, el del óblast de Samara en 2007, el de San Petersburgo en 2004, uno de los Óblast de Sajalín en 2000, uno de los óblast de Sarátov en 1996 y 2006, uno de los Sverdlovsk en 2008, uno de los óblast de Smolensk en 1997, el del Krai de Stávropol en 2002, el de Tatarstan en 1995, la del Tver en 2002, la del óblast de Tomsk en 2002, la del óblast de Tula en 2011, la del óblast de Tyumen en 2004, uno de los óblast de Cheliábinsk en 2006, el de Chuvashia en 2001 y 2011, uno de los Chukotka en 2008, uno de los óblast de Vladimir en 2008, uno de los Volgograd en 2004 para los animales en 2006 para las plantas y los hongos, la del óblast de Vologda en 2005 y el del óblast de Yaroslavl en 2004.